# Emisja neutronu
Emisja neutronu – reakcja jądrowa, podczas której dochodzi do emisji neutronu z jądra atomowego. Proces taki zachodzi na przykład w izotopach 13Be, 4H, 5He.
Przykład:
52He → 42He + 10n